# Megachile mundifica
Megachile mundifica är en biart som beskrevs av Cockerell 1921. Megachile mundifica ingår i släktet tapetserarbin, och familjen buksamlarbin. Inga underarter finns listade i Catalogue of Life.